# Club Baloncesto San José (Badalona)
El Club Baloncesto San José es un club de baloncesto en la ciudad de Badalona fundado en 1939. Sus colores son el amarillo y el morado.
Jugó durante 6 temporadas en la máxima categoría del baloncesto español (1968-69 / 1973-74) y tuvo que renunciar en 1974-75 por motivos económicos al perder el patrocinador Irpen pese a quedar 9.º en la clasificación. 
Junto con el Club Joventud Badalona y el Círculo Católico de Badalona participaron en la máxima categoría del baloncesto español la temporada 1973-74, siendo la única en la historia en la que los 3 grandes clubes de baloncesto de la ciudad compitieron juntos en 1.ª división nacional (actual ACB) 

## Historia

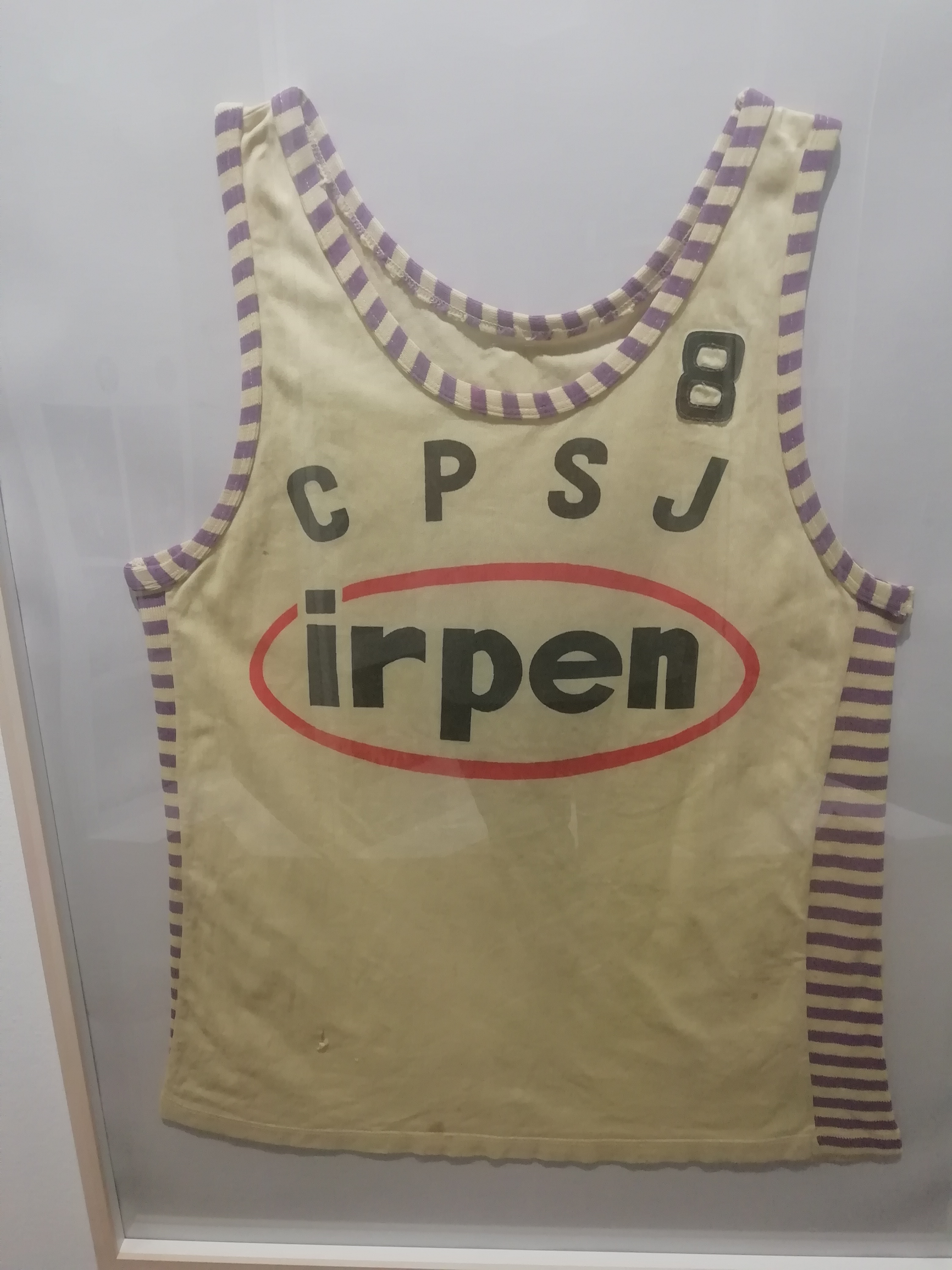
Camiseta del equipo San José Badalona.

El San José fue fundado en 1939 como Centro Parroquial de San José,  y compitió los primeros años en el Campeonato de Cataluña.
Debutó en la Liga Catalana en 1942, en la que fue ascendiendo de categoría hasta que la temporada 1945-46 llegó a la primera división del campeonato catalán. Participaba también en diferentes competiciones nacionales como la Copa General Orgaz o la Copa Hernán, competiciones de prestigio en aquellos tiempos.
Fue subcampeón del Campeonato de Catalunya en la temporada 51-52. 

### Época dorada (años 1960-70)
En la temporada 67-68, San José-Irpen se proclama campeón de la segunda división española, y ascienden por primera vez en la historia a la primera categoría del baloncesto nacional. La plantilla que consigue el ascenso estaba formada por Gombau, Sunyol, Corbetó, Canal, Clúa, Badet, Arenas, Baturore, Estapé, Vaquer y Valbuena, siendo Josep Brunet Vila el entrenador.
La temporada siguiente, la primera en la máxima categoría, la acabaron en 9.ª posición, jugando una promoción de descenso que se ganó contra el UDR Pineda, a doble partido. En esta primera temporada destacó la aportación del primer jugador extranjero de la entidad, el estadounidense Charles Thomas, que fue el máximo anotador y reboteador de la liga. La temporada 1969-70, el 17 de enero de 1970, se inauguró la pista de madera del nuevo Pabellón, con el partido contra el “CD Molforts”, correspondiente a la Liga Nacional. Pero las obras del nuevo Pabellón no terminaron hasta marzo de 1970. El 19 de marzo de 1970, fiesta patronal de la entidad, se bendijo solemnemente el nuevo Pabellón Deportivo con un aforo de 1800 personas, entre sentadas y de pie. Fue durante esa temporada cuando se emitió por primera vez en televisión y desde el Pabellón en directo. Fue un partido entre el San José y el Club Picadero-Damm. En esta temporada, San José consiguió clasificarse en 7.ª posición, y Charles Thomas volvió a ser el máximo anotador de la liga por segundo año consecutivo.
En la última temporada en Primera división (1973-74) coincidió con los otros dos grandes clubs de la ciudad; el Club Juventud Badalona y el Círculo Católico. Los derbis contra el Joventud se saldaron con dos derrotas: 106-63 en el Pabellón de Ausiàs March y 62-80 en casa. Contra el Círcol se ganó en casa por un contundente 87-69, y como visitantes se perdió por un apretado 87-81. El equipo terminó la liga en la 9.ª posición.

### Nueva realidad y creación de la Escuela de baloncesto
En verano de 1974 el club renuncia a la máxima categoría, poniendo punto final a 6 temporadas en 1.ª división.  El patrocinio comercial de la casa Irpen continuaría ligado a los equipos inferiores y al equipo que volvería a competir en la categoría provincial,  aunque podría haber competido segunda división si hubiera prosperado un acuerdo de fusión con el CN Sabadell.  Esa misma temporada se decidió crear una Escuela de Baloncesto, que fue la primera Escuela de Baloncesto de Badalona, con una inscripción inicial de 150 alumnos, llegaron a tener más adelante hasta 250 alumnos. Fue un éxito. Hoy en día sigue siendo una de las escuelas de baloncesto más prolíficas de Cataluña.
Después de unos años de subidas y bajadas a divisiones regionales, al terminar la temporada 1980-81 el San José quedó campeón de 3.ª División y ascendieron a 2.ª División Nacional.

### Buenos años en 2.ª Nacional yEBA
La temporada 1982-83, el San José consiguió quedar en cuarta posición de la 2.ª División Nacional y, esta vez, sin el patrocinio económico. El año 1983, el club empezó a llamarse oficialmente "C. B. San José - Badalona"
La temporada 1986-87, el equipo de sènior gana el ascenso a 1.ª División, pero renuncia por motivos económicos. La temporada 1990-91 vuelve a jugar la fase de ascenso a la Primera División y queda en sexta posición. El año siguiente repetiría la fase de ascenso, pero quedó en séptima posición.
La 96-97 a consecuencia de la creación de la LEB, el equipo sénior sigue en la Liga EBA (hasta entonces segunda categoría del baloncesto estatal que pasó a ser 3.ª categoría estatal) y en un principio se llama entrenador a Xavier Bassas, pero la vinculación con el Joventud obliga a aceptar a Quim Costa como entrenador. Fue una buena temporada en términos generales, se jugó el play-off de ascenso con el Mataró y se perdió.
Del 97 hasta el 2012, el equipo sénior alternó la liga EBA y la Copa de Catalunya. En 2013 pasó por una grave crisis económica que estuvo  cerca de forzar su desaparición.

### Crisis, cierre del pabellón y el exilio forzado
En 2013 el club estuvo a punto de desaparecer, pero gracias a la campaña 'Salvem Sampep' donde obtuvo el apoyo de los grandes clubs de Cataluña y de hombres clave en la historia del club y las instituciones, pudieron salvarse. La temporada 2013-14 se logró el ascenso a Copa Catalunya, y la 2016-17 volvió a liga EBA.
El verano de 2021 el consistorio badalonés precintó el pabellón del centro parroquial, en julio, tras la denuncia de un vecino por contaminación acústica. Ese mismo verano, la entidad aprovechó para solucionar los problemas de ruido –una actuación que costó casi 30.000 euros–, pero se encontró con la negativa del denunciante, que aún nunca permitió que los técnicos municipales entraran en su piso para demostrar la efectividad de las obras realizadas.
El exilio forzado fue provocado por el cierre definitivo del pabellón del centro parroquial, la pista en la que la entidad ha jugado como local desde su inauguración en 1970 y donde jugaba toda su escuela de básquet. Se prevé el derribo de todo el centro parroquial en el 2025, anunciado hace tiempo por el Arzobispado de Barcelona, propietarios de los terrenos. Con el derribo del centro parroquial se perderá una parte muy importante de la historia del baloncesto badalonés.
Desde la vida en el exilio, y con la incertidumbre de no tener casa fija, el sénior sufrió dos descensos consecutivos: de Copa Cataluña a 1ª Catalana en la temporada 2022-23, y de 1ª Catalana a 2ª Catalana en la temporada 2023-24, viviendo la peor época de la historia del club.
Actualmente, el club busca volver a la élite del baloncesto catalán a corto plazo después de su regreso a 1ª Catalana para la temporada 2025-26.

## TCI San Pep
El Torneo Cadete Internacional que se organiza desde el año 2016 se ha convertido en un escaparate privilegiado de los mejores equipos y jugadores de la categoría Cadete (U16).  Aprovechando el nivel y capacidad de atracción del baloncesto catalán y badalonés, se ha conseguido organizar un torneo único, dentro de una categoría clave del baloncesto de formación.
La temporada 2019-20, con la colaboración del Ayuntamiento de Badalona, el Torneo dio un paso adelante con la ampliación de equipos, y la instalación de una fanzone llena de actividades.
Desde 2016 han participado algunas de las mejores canteras de Europa en categoría cadete (U16) como las del Club Joventut Badalona (campeón 2018), FC Barcelona (campeón 2016, 2019 y 2024), Real Madrid (campeón 2017), Valencia Basket, Next Hoops (campeón 2023), Baloncesto Manresa, Lettera 22, Maccabi Tel Aviv o Bilbao Basket.

## Jugadores y entrenadores destacados
A lo largo de todas estas temporadas, varios jugadores de renombre han jugado en las diferentes categorías del club badalonés: Charles Thomas, Josep Brunet, Josep Maria Sunyol, Andreu Oller, Óscar Alarcón, Carlos Marco, Carlos Ruf, Iván Corrales, Marc Blanch, Joffre Leal, César Sanmartín, Óscar Yebra, Dani García, Albert Oliver, Álex Mumbrú, Jordi Llorens, Roger Grimau, Alfonso Albert, Xavi Puyada, Salva Camps, Souley Drame, Josep Pacreu, Ferran Bassas o Pau Mayoral.
También cabe destacar el papel de entrenadores destacados que han estado vinculados con el San José, como es el caso de Alfred Julbe, Trifón Poch, Edu Torres, Pedro Martínez, Agustí Julbe, José María Izquierdo, Eduard Portela, Moncho Monsalve, Juan Llaneza y Miquel Nolis.

## Palmarés
- 2.ª División Nacional (Equivalente a 1ª FEB): 1967-68
- Campeonato de Catalunya:
  - 1952 · Subcampeón por detrás del Club Joventut Badalona.
- Campeonato de Catalunya de Segunda Categoría: 1945
- Trofeo Vicente Bosch: 1949
- Copa Catalunya:
  - 2011-12 · Subcampeón perdiendo la final contra Lluïsos de Gràcia en la Final Four de Badalona.
  - 2016-17 · Subcampeón perdiendo la final contra el AE Boet Mataró en la Final Four de Salou.